# Cape Cod
Cape Cod (1.033 km²) er en armformet halvø som udgør den østligste del af staten Massachusetts, nordøst i Amerikas Forenede Stater. Den er identisk med Barnstable County. Selv om Cape Cod oprindeligt hang sammen med fastlandet, blev den første Cape Cod-kanal fuldført i 1914 og forandrede i realiteten Cape Cod til en stor ø.
41°41′20″N 70°17′49″V / 41.68889°N 70.29694°V